# 가톨리코스
가톨리코스(Catholicos, 2명 이상을 지칭 할 때는 가톨리코이(Catholicoi))는 일부 기독교 전통에서 특정한 교회의 수장을 일컫는 칭호이다. 그 칭호는 자치 독립 교회의 뜻을 내포하고 있고 어떤 경우에서는 자치 교회의 수장을 의미하는 뜻을 지닌다. 자치 교회의 수뇌를 일걷는 총대주교라는 칭호를 보유하고 있는 성직자도 가톨리코스의 칭호를 지닐 수도 있다. 다른 경우에는 가톨리코스는 개별 교회의 수장이 되고 총대주교 또는 다른 교회의 수장에게 부속된다. 그 단어는 보편된(Catholic)의 뜻으로 전부의(universal) 또는 전체의(general)를 의미하는, 그리스어 καθολικός(카톨리코스, 다수형. καθολικοί(카톨리코이))의 전자로, 처음에는 로마 제국에서 재정관 또는 시민관을 나타내는 의미였다.
동방 기독교, 오리엔트 정교회의 일부와 동방 정교회, 동방 가톨릭교회의 일부는 역사적으로 그 칭호를 사용해 오고 있다. 동방 교회에서, 그 칭호는 교회의 수장인 동방 교회 총대주교에게 수여된다. 또한 가톨리코스는 아르메니아 사도교회의 수장과 조지아 정교회의 수장에게 사용된다. 시리아 정교회에서 동방 가톨리코스는 역사적으로 시리아 정교회 안티오키아 총대주교의 아래 직위인 마프리아에게 수여됐다. 20세기에 그 명칭을 두고 벌이는 언쟁은 인도의 말랑카라 교회 내부의 분열(동방 가톨리코스와 인도 가톨리코스)에 한 역할을 했다.

## 명칭의 유래
325년에 제1차 니케아 공의회에서 교회 지방의 수가 최소한 셋을 넘어야 관할권이 부여되도록 정했고, 그 이후 교회는 여섯 교회법을 따르며, 언젠가 가톨리코스 칭호는 안티오키아 총대주교와 상용하게 되었다. 오랜 관례에 따르면, 가톨리코스들(가톨리코이)의 지위는 주로 로마 제국의 변방 속주들을 통치하기 위해서 만들어졌다. 가톨리코이가 안티오키아와 실제적으로 어느 정도의 관계였는지는 알려지지 않았다.
성직에서 가톨리코스의 명칭의 사용은 4세기에 아르메니아 사도 교회 아르메니아 가톨리코스에 의해 가장 먼저 사용되었다. 얼마간의 시간이 지나고, 그 명칭은 동방 교회의 지정된 수장이 된 페르시아의 셀레우키아크테시폰 주교에 의해 채택되었다. 처음에는 셀레우키아크테시폰의 주교가 다른 주교좌직 보다 상급이며 (후일에 사용된 용어) 파트리아르케스'(총대주교)의 권리는 파파 바 가가이 (또는 아가이, 317~329년) 총대주교에 의해 제정되었다는 주장이 제기되었다. 5세기에 그 주장은 강력해 졌고 이사악 (또는 이샤크 399년~410년경)은 셀레우키아크테시폰 공의회를 열었고 셀레우키아크테시폰 주교, 가톨리코스 그리고 모든 동방 주교들의 수장이라는 명칭을 사용했다. 가톨리코스의 칭호 체계는 동방 교회를 성립되게 했으며 동방 시리아 전례가 발전하게 했다.
카톨리코스는 가톨릭의 유래라고도 하며, 현재는 동방 정교회, 동방 교회의 독립 자치 교회의 총주교라는 의미로 널리 사용된다.

## 동방

### 동방 시리아 전례의 자치 독립 교단
이어서 동방 시리아 전례의 자치 독립 교단의 교회들은 동방 교회로 부터의 셀레우키아크테시폰의 동방 가톨리코스 계승을 필요로 했다. 서양의 네스토리우스파의 원문에서 보면, 용어 네스토리안의 사용은 1976년에 딘카 4세가 포기를 선언했다고 한다.

### 아시리아 동방 교회
딘카 4세는 아시리아 동방 교회의 현임 가톨리코스-파트리아츠이다. 가장 오래된 기독교 교단의 하나로 아시리아 동방 교회는 16세기에 칼데아 교회에서 분할되어 나온 페르시아 교회라고 알려지기도 했으며, 역사적인 동방 교회를 현시대에 계승하고 있는 교단이다. 그 교회의 유래를 알아본다면 성 토마스 사도(토오마 실리카) 뿐만 아니라 33년에 아다이 교리를 주장했던 성 아다이와 성 마리에 의해 성립된 전통을 계승한 중앙 메소포타미아의 셀레우키아-크테시폰을 들 수 있다.
그 교회는 세 교회 중 하나로 오리엔트 정교회와 동방 정교회와는 별개의 교단이다. 아시리아 동방 교회는 제공하는 책자들이나 공식 문서들의 어떠한 경우에서도 "정통의"이라는 단어를 사용하지 않으며, "정확한 믿음" 또는 "정확한 교리", 대략적으로 "정통 신앙의"라는 단어로 번역될 수 있는 어떠한 단어도 사용하지 않는다. 형용사인 "거룩한(Holy)", "보편된(Catholic)", "사도의(Apostolic)"는 "우리는 한 분이신 하느님과, 거룩하고, 보편된, 사도로부터 전해져 내려오는 교회를 믿습니다."를 선언한 니케아 콘스탄니노폴리스 신경과 일치함에 있어서 아시리아 동방 교회의 명칭에 공식적으로 추가되었다. 여기서 "거룩한"은 순수하게 성스러운 목적으로 사용되고, "사도의"는 예수님의 사도들 가운데 한 명이 설립했다는 의미이며, "보편된"은 전 세계의 교회를 나타내는 "전체의"를 뜻하는 그리스 단어이다. 인도에서는 칼데아 시리아교회라고 더 자주 칭한다. 역사적으로 네스토리우스파와 관련있는 서부 교회들은, 스스로 비방어로 여기고 이 단어와의 연관이 부적당하다고 논쟁하는데도 불구하고, 자주 네스토리우스 교회라고 부른다. 그 교회는 다른 어떤 교회도 아시리아 동방 교회 만큼 순교자가 많지 않다고 주장한다.
아시리아 교회 신학의 설립자들은 타르수스의 디오도루스와 몹수에스티아의 테오도루스로 안티오키아에 신학을 전했다. 아시리아 교회의 규범적인 그리스도론은 바바이 대제(551~628년)가 작성했으며 네스토리우스의 신학에서의 참회와는 명백한 차이가 있다. 그의 주요 그리스도론 작품은 "연방의 책"이라고 불리며, 바바이의 신학에서는 성삼위일체의 본질 또는 위격은 섞임 없이 순수하며 한 사람(parsopa)인 그리스도와 일치한다.

### 고대 동방 교회
아다이 2세는 1960년대부터 아시리아 교회와 사이가 좋지 않은 동방 고대교회의 현재 가톨리코스이다.

### 동시리아 전례의 동방 가톨릭교회
이어서 동시리아 전례의 동방 가톨릭교회도 동방 교회의 셀레우키아크테시폰 가톨리코스의 계승을 요구한다.

### 동방 칼데아 가톨릭교회
엠마누엘 3세 델리는 (교황과 함께 세계적으로 친교하는) 동방 칼데아 가톨릭교회의 가톨리코스-파트리아르츠이다.
칼데아 가톨릭교회는 가톨릭교회의 동방 교회로 로마의 주교와 다른 가톨릭 교회들과 세계 친교를 지속하고 있다. 동방 교회는 역사적으로 유래되며 16세기에 아시리아 동방 교회에 이어 독립 교단을 이루었다. 칼데아 가톨릭 교회는 현재 250만명의 칼데아 기독교인들이 있다고 추산된다. 그들은 민족적으로 아시리아인으로 이전에 이라크의 토착민인 칼데아 아시리아인으로 알려졌으며 고대 메소포타미아/아시리아에서 유래했다. 그들은 아람어를 모국어로 보존한다.

### 서방 시리아 가톨릭 교회
서방 시리아 전통의 오리엔트 가톨릭 교회에서 말랑카라 시리아 가톨릭 교회는 주대주교 가톨리코스를 계승했다.

### 말랑카라 시리아 가톨릭 교회
안티체네 전통에 따르면 말랑카라 시리아 가톨릭 교회는 2005년에 주대주교 교회로의 위치가 됨으로 그 때 주대주교 가톨리코스의 칭호를 받았다. 말랑카라 시리아 가톨릭 교회의 현재 주대주교 가톨리코스는 모란 모르 마셀리오스 클레에미스이다.

### 오리엔트 정교회
6세기, 야코부스 바라다이우스를 시작으로 시리아 정교회의 체계는 동방 교회 수좌 주교구(Catholicate)에 속하지 않는 이라크의 기독교인들을 위하여 세워졌다. 중요한 감독은 티크리트에 위치해 있으며 안티외아 전례, 예를 들어, 서방 시리아 전례를 사용한다. 그 체계의 첫 번째 수장은 대 메트로폴리탄 아후데메흐(559~575)였다. 약 7세기부터 사용된 그 수장의 칭호는 마프리안(또는 마프리아노)였다. 12세기에 감독원은 모술로 이전했고 13세기에 그 칭호는 동방 가톨리코스가 되었다. 티무르의 대학살 이후에, 마프리안은 페르시아를 떠날 것을 강요받았고 그 칭호는 시리아 정교회의 총대주교(파트리아르케스)를 계승하는 이름뿐인 권한을 지니는 일반적인 목사(vicar)의 칭호로 사용되었다.
인도에 있는 케랄라 지역의 많은 기독교인들은 동방 교회와 교류해 왔으며 16세기의 2반기부터 포르투갈 통제 하에 있던 말라바르 교회를 떠나기로 결정했고 그들 스스로 시리아 정교회의 체계 안에 들었다. 그들은 동방 시리아 전례를 사용했었지만 대신 서방 시리아 전례를 채택했다. 인도의 교회 체계에서 동방 가톨리코스의 칭호는 20세기부터 사용되었다. 그 이후의 정교회 수장은 동방 가톨리코스의 계승을 주장했다.

### 말랑카라의 정통 시리아 교회
동방 가톨리코스 바셀리오스 마르토마 디디무스 1세는 말랑카라(인도) 정통 시리아 교회의 현재 가톨리코스이다.

### 자코비테 시리아 정교회
바셀리오스 토마스 1세는 자코비테 시리아 정교회의 현재 가톨리코스이다.

## 아르메니아의 교회

### 아르메니아 사도 교회
한 분이신 하느님의 거룩한 전체의 사도로부터 내려오는 정통의 아르메니아 교회는 가톨리코스의 칭호를 지닌다.
에즈미아친의 가톨리코스는 아르메니아 사도교회의 최고 성령 회의를 주재하고 세계 700만 명의 아르메니아 사도 교회인들의 수장이다.
- 아르메니아 사도교회의 (전 세계에 퍼져있는 모든 아르메니아인들의 목사(Shepherd)장과 최고 성직자(Pontiff)[10]) 에츠미아진의 가톨리코스,

- 카레킨 2세가 아르메니아 사도 교회의 현재 가톨리코스이다.

레바논, 안텔리아스에 있는 가톨리코스는:
- 실리시아 대가문의 가톨리코사테(1441년~)

- 아람 1세가 현재 실리시아 대가문의 가톨리코스이다.

이츠미아진 가톨리코사테의 명예 최고권은 실리시아의 카톨리코사테가 언제나 인정한다.
아흐타마르에도 과거에는 가톨리코스가 있었지만, 폐지되었다.
- 아흐타마르 섬의 가톨리코스 (1116~1895년)[출처 필요]

### 아르메니아 가톨릭 교회
- (교황과 함께 세계와 친교하는) 아르메니아 가톨릭 교회의 가톨리코스

- 네르세스 베드로스 16세는 알메니아 가톨릭 교회의 현재 가톨리코스-파트리아르츠이다. 그의 총칭은 공식적으로 "실리시아 가문의 파트리아르츠-가톨리코스이다.

## 이베리아
가톨리코스의 칭호는 조지아 교회에서도 사용되며, 그 칭호를 지닌 사람은 모든 조지아의 가톨리코스-파트리아르츠가 된다.
- 조지아 정교회의 가톨리코스

- 일리아 2세가 조지아 정교회의 현재 가톨리코스이다.

## 코카서스 알바니아
역사적으로 가톨리코스의 칭호는 캅카스 알바니아의 최고 주교가 사용하기도 했다. 이슬람의 침입으로 그 교회는 유린되었고 결국 그 지방은 에츠미아친의 카톨리코스에 속하게 되었다.

## 같이 보기
- 조지아의 가톨리코스
- 아르메니아의 가톨리코스
- 동방 가톨리코스

## 참고 문헌
- Wigram, W. A. (2004). 《An introduction to the history of the Assyrian Church, or, The Church of the Sassanid Persian Empire, 100–640 A.D》. Gorgias Press. ISBN 1593331037.